# Římskokatolická farnost Brloh
Římskokatolická farnost Brloh je územním společenstvím římských katolíků v rámci českokrumlovského vikariátu českobudějovické diecéze.

## O farnosti
V letech 1393–1394 je zde připomínána plebánie. Matriky se zde vedou od roku 1660. Původní kostel svaté Marie Magdaleny byl založen Petrem I. z Rožmberka. V letech 1694–1704 se na místě tohoto kostela postavil barokní kostel svatého Šimona a Judy. Na konci 19. století prošel rozsáhlejší rekonstrukcí.
| Kostel                   | Místo | Bohoslužba   | Bohoslužba  | Poznámka     |
| ------------------------ | ----- | ------------ | ----------- | ------------ |
| Kostel sv. Šimona a Judy | Brloh | neděle pátek | 11.45 15.45 | farní kostel |